# Digby Wolfe
Digby Wolfe (Londres, 4 de junio de 1929 - Albuquerque, 2 de mayo de 2012) fue un actor, guionista y profesor universitario de origen inglés, cuya carrera transcurrió entre su país natal, Australia y Estados Unidos.

## Biografía
Su nombre completo era James Digby Wolfe, y nació en Londres, Inglaterra, siendo su padre un banquero y su madre una artista de Vogue. Tenía cuatro años de edad cuando murió su padre, siendo criado por su madre en Felixstowe.
Debutó en el cine como actor en la película de 1948 The Weaker Sex, y en la siguiente década empezó a escribir y a actuar en series televisivas inglesas de humor. Junto a Jimmy Wilson escribió una revista, con música de John Pritchett y Norman Dannatt, para el Irving Theatre. Actuó junto a Ronnie Corbett, Hattie Jacques y Charles Hawtrey, en su propio show televisivo, Wolfe at the Door, antes de mudarse a Sídney, Australia, en 1959, donde hizo muchas actuaciones televisivas y presentó los programas de variedades Revue '61 y Revue '62.
En la época trabajó con Dave Allen, que más adelante se haría un cómico famoso en el Reino Unido y en Australia. Wolfe volvió un tiempo a Inglaterra a principios de los años 1960 y escribió para el programa televisivo satírico That Was the Week That Was. Además, enseñó escritura de guiones en el programa MPW (Master of Professional Writing) de la USC.
En 1964 se trasladó a los Estados Unidos, donde trabajó en producciones televisivas como The Monkees, Bewitched, Mi bella genio y The Munsters, y siendo actor de voz en películas como El libro de la selva y Father Goose, en la que cantó el tema principal. Entre sus créditos como guionista figuran Rowan & Martin's Laugh-In (por el cual ganó un Premio Emmy en 1968), y The Goldie Hawn Special. También escribió para John Denver, Shirley MacLaine, Cher y Jackie Mason, entre otros. En 1976 presentó dos episodios de la versión australiana de This Is Your Life.
Hasta el año 2002, Wolfe enseñó escritura dramática en la Universidad de Nuevo México, primero como profesor visitante, y después como presidente del Programa de Escritura Dramática Robert Hartung en el Departamento de Teatro y Danza. Fue nombrado 'Profesor del Año' de esa universidad en 2001.
Digby Wolfe falleció en Albuquerque, Nuevo México (Estados Unidos), en 2012, a los 82 años de edad, tras una corta lucha contra un cáncer. Le sobrevivió su esposa, Patricia Mannion.

## Publicaciones
- Walking on Fire: The Shaping Force of Emotion in Writing Drama, de Digby Wolfe y Jim Linnell, publicado por Southern Illinois University Press

## Filmografía como actor (selección)
- 1948 : The Weaker Sex
- 1948 : The Guinea Pig
- 1949 : Adam and Evalyn
- 1949 : Landfall
- 1950 : Stage Fright
- 1951 : The Dark Man
- 1951 : Worm's Eye View
- 1952 : Little Big Shot
- 1954 : For Better, for Worse
- 1954 : Tale of Three Women, segmento "The Final Twist"
- 1956 : The Big Money
- 1967 : El libro de la selva